# Свєт (селище, Ульяновська область)
Свєт (рос. Свет) — селище в Інзенському районі Ульяновської області Російської Федерації.
Населення становить 363 особи. Входить до складу муніципального утворення Оськинське сільське поселення.

## Історія
Від 2004 року входить до складу муніципального утворення Оськинське сільське поселення.

## Населення
| 2010 |
| ---- |
| 363  |